# 화동초등학교 (경북)
화동초등학교는 대한민국 경상북도 상주시 화동면 이소리에 있는 공립 초등학교이다.

## 학교 연혁
- 1928년 8월 20일 설립인가
- 1929년 6월 1일 화동공립보통학교(4년제) 개교
- 1938년 4월 1일 화동공립심상소학교로 개칭[1]
- 1939년 4월 1일 6년제 개편
- 1941년 4월 1일 화동공립국민학교로 개칭[2]
- 1981년 3월 1일 병설유치원 개원
- 1992년 3월 1일 숭인국민학교 통폐합
- 1996년 3월 1일 화동초등학교로 개칭[3]
- 2003년 3월 1일 팔음분교장 통합
- 2016년 2월 5일 제84회 졸업식(졸업생 총수 4,619명)
- 2016년 3월 1일 6학급 편성 (학생수 51명, 유치원 15명)
- 2016년 9월 1일 제25대 김현오 교장 부임
- 2017년 2월 10일 제85회 졸업식(졸업생 총수 4,623명)
- 2017년 3월 1일 6학급 편성 (학생수 57명, 유치원 9명)

## 참고 자료
- 화동초등학교 - 한국교육학술정보원 학교알리미